# ОШ „Борисав Петров Браца” Панчево
ОШ „Борисав Петров Браца” једна је од основних школа у Панчеву. Налази се у улици Жарка Зрењанина 179. Име је добила по Борисаву Петрову Браци, партијском раднику и учеснику Народноослободилачке борбе који је после Априлског рата и окупације Краљевине Југославије, 1941. године, прешао је у Панчево, где је као члан Окружног комитета КПЈ за јужни Банат учествовао у припремама оружаног устанка.
Школа тренутно поседује салу за физичко васпитање са пратећим реквизитима, терене за кошарку, одбојку и фудбал, кабинет за информатику, двориште, учионице са интерактивним таблама, телевизорима и белим таблама. У оквиру ње ради Стоматолошки факултет Универзитета Привредна академија.

## Догађаји
Догађаји основне школе „Борисав Петров Браца”:
- Међународни дан борбе против вршњачког насиља, „Дан розе мајица”
- Светски дан енергетске ефикасности
- Светски дан станишта
- Сајам књиге
- Сајам спорта
- Бесплатни часови одбојке, кошарке и фудбала[2]
- Дана школе, 6. март
- Дан Специјалне бригаде
- Дан планете Земље
- Школска слава Свети Сава
- Дечија недеља
- Вредне руке
- Акција „Сат за нашу планету”
- Чеп за хендикеп
- Општинско такмичење „Шта знаш о саобраћају”
- Манифестација „Кроз Србију”
- Манифестација „Вештине које живот значе”
- Пројекат „Филмска недеља – Вилијам Шекспир”
- Пројекат „Упознајмо станишта – бринимо о њима”
- Пројекат „ПРИРОДА = ТИ”
- Радионица „Програм за учење социјалних вештина”
- Луткарска радионица
- Ликовне, рецитаторске, литерарне, драмске, спортске, ритмичко-музичке, креативне радионице[2]
- Трибина „Спортом против дроге”
- Подела пакетића
- Новогодишњи маскенбал

## Галерија
- ОШ „Борисав Петров Браца”
- ОШ „Борисав Петров Браца”
- Улаз у школу
- Табла са натписом
- ОШ „Борисав Петров Браца”
- Факултет који се налази у оквиру школе
- Табла са натписом
- Улаз у Стоматолошки факултет Универзитета Привредна академија
- Двориште школе
- Фудбалски терен у дворишту школе
- ОШ „Борисав Петров Браца”
- ОШ „Борисав Петров Браца”